# Alex Haley
Alexander Murray Palmer Haley publikující pod jménem Alex Haley (11. srpna 1921, Ithaca, New York – 10. února 1992, Seattle, Washington) byl americký spisovatel a novinář, jeden z nejúspěšnějších černošských spisovatelů v USA.
Proslul zejména svou ságou o dějinách jednoho černošského rodu Roots (Kořeny), podle níž vznikl i úspěšný televizní seriál, a za niž získal Pulitzerovu cenu (tzv. Special Award). Kniha i seriál rozpoutaly v USA novou vlnu diskusí o otrokářské minulosti a rasismu. Jako novinář pracoval pro časopisy Reader's Digest, Saturday Evening Post a Playboy, pro nějž připravil v 60. letech sérii slavných rozhovorů (mj. s Cassiusem Clayem či Martinem Lutherem Kingem). Byl spoluautorem autobiografie černošského aktivisty Malcolma X.